# NGC 6872
NGC 6872 је спирална галаксија у сазвежђу Паун која се налази на NGC листи објеката дубоког неба.
Деклинација објекта је - 70° 46' 4" а ректасцензија 20h 16m 57,0s. Привидна величина (магнитуда) објекта NGC 6872 износи 11,7 а фотографска магнитуда 12,5. NGC 6872 је још познат и под ознакама ESO 73-32, VV 297, AM 2011-705, IRAS 20115-7055, PGC 64413.